# Włóczędzy Dharmy
Włóczędzy Dharmy – powieść Jacka Kerouaca z 1958. Głównymi bohaterami są Ray Smith, alter-ego Kerouaca, oraz Japhy Ryder, którego postać została oparta na poecie i eseiście Garym Snyderze (był on również buddystą). Kerouac opisał w książce wiele prawdziwych wydarzeń - jego życie wśród beatników, szalone wieczory poetyckie w jazzowych pubach (początki ruchu San Francisco Poetry Renaissance) oraz inne zajęcia, takie jak np. wspinaczka górska czy podróżowanie autostopem.
Jednym z najważniejszych epizodów w powieści jest wyprawa Smitha, Rydera i Henry'ego Morleya (opartego na osobie Johna Montgomery'ego) na górę Matterhorn Peak w Kalifornii. Była ona pierwszą tego typu przygodą Kerouaca i stała się inspiracją do podjęcia przez niego pracy w charakterze strażnika pożarowego w parku narodowym North Cascade National Park w stanie Waszyngton. Innym istotnym wydarzeniem opisanym w książce jest legendarne czytanie wierszy (Six Gallery Reading), które miało miejsce w 1955 r. To właśnie tam recytacją wiersza "Skowyt (Howl)" zadebiutował Allen Ginsberg.
Historia Raya Smitha jest ściśle związana z Japhym, którego oddanie dla buddyzmu zen i prostego życia silnie wpłynęło na Kerouaca. Akcenty powieści przesuwają się od dzikich pijatyk i egzotycznych rytuałów buddyjskich, takich jak tantryczna ceremonia jab-jum, do spokoju i harmonii odludnych miejsc. Koniec to również zmiana stylu narracji, kiedy Kerouac w samotności odkrywa swój umysł na szczycie Desolation Peak. Te elementy stawiają Włóczęgów Dharmy na krytycznym rozdrożu, a sama powieść może być uznawana za zapowiedź późniejszych eksperymentów literackich podejmowanych przez takich autorów jak Timothy Leary czy Ken Kesey.